# Emma Feliu Martin
Emma Feliu Martin (Fortià, 31 d'octubre de 2003) és una nedadora catalana, medallista als Jocs Paralímpics de París 2024.

## Biografia
De ben jove va començar en el món de la natació al GEN de Roses, posteriorment va formar part del Club Natació Figueres i actualment representa el Club Natació Barcelona. També va practicar Taekwondo, assolint el cinturó negre d'aquesta disciplina. Actualment està estudiant un grau en Ciència i Enginyeria de Dades a la Universitat Politècnica de Catalunya, que compagina amb els entrenaments al CAR.
L'any 2024 va ser distingida amb el Segell de Fortià, la màxima distinció civil atorgada pel poble de Fortià. Així mateix des de 2024 el nom de la Piscina Municipal del poble porta el seu nom. El juliol de 2025 va fer el pregó de la Festa Major de Sant Cels.

## Historial esportiu
L'any 2021 va aconseguir l’or en els 200m lliures en el Campionat d’Espanya celebrat a Lloret de Mar. En el mateix campionat va guanyar una plata en els 100m lliures i un bronze en els 50m papallona. Als Campionats del Món Paralímpics de Natació de Manchester de 2023 va aconseguir la medalla de plata en la mateixa prova de relleu 4x100 lliure mixt – 49 punts. El 2024 va aconseguir dues medalles de plata als Campionats Europeus Paralímpics de Natació de Funchal: una primera en els 50m lliures S13 i una segona en els 100m lliures S13. El mateix any, en la seva primera participació en uns Jocs Paralímpics, a París 2024, va guanyar una medalla de bronze en la prova de relleus mixtos de 4x100 metres lliures - 49 punts.